# Obsjtina Zemen
Obsjtina Zemen (bulgariska: Община Земен) är en kommun i Bulgarien.   Den ligger i regionen Pernik, i den västra delen av landet, 50 km väster om huvudstaden Sofia.
Följande samhällen finns i Obsjtina Zemen:
- Zemen

Omgivningarna runt Obsjtina Zemen är en mosaik av jordbruksmark och naturlig växtlighet. Runt Obsjtina Zemen är det glesbefolkat, med 18 invånare per kvadratkilometer.